# Конде лез Отри
Конде лез Отри (фр. Condé-lès-Autry) насеље је и општина у североисточној Француској у региону Шампањ-Арден, у департману Ардени која припада префектури Вузје.
По подацима из 2011. године у општини је живело 76 становника, а густина насељености је износила 9,54 становника/km². Општина се простире на површини од 7,97 km². Налази се на средњој надморској висини од 115 метара.

## Демографија
| 1962. | 1968. | 1975. | 1982. | 1990. | 1999. | 2011. |
| ----- | ----- | ----- | ----- | ----- | ----- | ----- |
| 59    | 106   | 98    | 72    | 68    | 84    | 76    |

График промене броја становника у току последњих година